# Elizabeth Yáñez Robles
Elizabeth Oswelia Yáñez Robles (Torreón, Coahuila, 29 de septiembre de 1945) es una política mexicana, miembro del Partido Acción Nacional (PAN). Ha sido en dos ocasiones diputada federal y subsecretaría de la Secretaría de la Función Pública.

## Biografía
Es licenciada en Administración de Empresas por el Instituto Tecnológico de Celaya, tiene una especialidad en Políticas Públicas y Poder Legislativo en el Instituto Tecnológico Autónomo de México y una maestría en Dirección y Gestión Pública Local por la Universidad Carlos III de Madrid, así como otros varios seminarios y cursos en México y el extranjero.
Desarrollo su carrera profesional como empresaria, siendo directora general de productos GAB S.A. de C.V. en Celaya y fundadora y administradora de Royal Blooms en San Antonio, Texas. De 1994 a 1996 fue miembro del Consejo Coordinador Empresarial y de 1995 a 1996 presidenta de la Cámara Nacional de la Industria de Transformación (CANACINTRA) en Celaya, Guanajuato.
De 1996 a 2000 fue coordinadora estatal de Turismo de Guanajuato, nombrada por el entonces gobernador Vicente Fox Quesada, en 1999 se afilió formalmente al PAN. En 2003 fue postulada candidata del PAN y elegida diputada federal por el  Distrito 12 de Guanajuato a la LIX Legislatura de dicho año a 2006 y en la que fue integrante de las comisiones de Economía; y, de Turismo.
En 2006 fue elegida senadora suplente del propietario Ramón Muñoz Gutiérrez para las Legislaturas LX y LXI, sin que haya ocupado nunca el cargo. El 4 de diciembre del mismo año, el presidente Felipe Calderón Hinojosa la nombró como subsecretaria de Atención Ciudadana y Normatividad de la Secretaría de la Función Pública, y luego subsecretaria de Responsabilidades Administrativas y Contrataciones Públicas, cuando cambió de denominación, y manteniéndose en el cargo hasta 2012, durante las administraciones de los secretarios Germán Martínez Cázares, Salvador Vega Casillas y Rafael Morgan Ríos.
En 2012 fue elegida por segunda ocasión diputada federal, en esta ocasión por el principio de representación proporcional a la LXII Legislatura que concluyó en 2014. En esta legislatura fue secretaria de la comisión de Vigilancia de la Auditoría Superior de la Federación; e integrante de las comisiones de Transparencia y Anticorrupción; de Puntos Constitucionales; y, de Seguridad Pública.